# Ljubi, ljubi al' glavu ne gubi
Ljubi ljubi al' glavu ne gubi je srpski film 1981. godine, treći nastavak Lude godine. Režirao ga je Zoran Čalić, a scenarij su napisali Zoran Čalić i Jovan Marković.

## Vanjske poveznice
- Ljubi, ljubi al' glavu ne gubi u internetskoj bazi filmova IMDb-a